# Podstenjšek
Podstenjšek – wieś w Słowenii, w gminie Ilirska Bistrica. W 2018 roku liczyła 9 mieszkańców.